# 1985 en Lorraine
Chronologie de la Lorraine
- 1981
- 1982
- 1983
- 1984
- 1985
- 1986
- 1987
- 1988
- 1989

Cette page est une liste d'événements qui se sont produits durant l'année 1985 en Lorraine.

## Événements

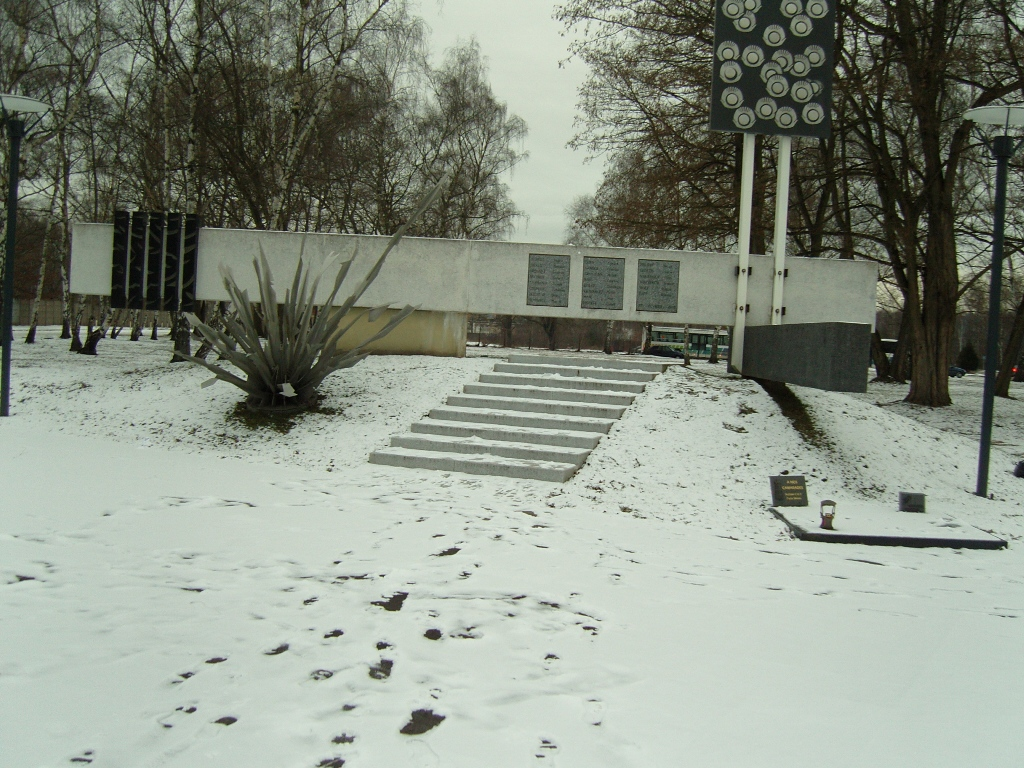
Commune de Forbach monument de la catastrophe du puits Simon

- Fondation de la société Olitec, spécialisée dans les modems pour les liaisons internet[1].
- Fondation de l'  Association des amis du musée de l'École de Nancy (AAMEN)[2].
- Pendant la construction de la centrale de Cattenom, l'École nationale d'ingénieurs de Metz (ENIM) fait installer au cœur de l'aéroréfrigérant de la tranche 1 le plus grand pendule de Foucault du monde[3]. Pour l'occasion, l'ENIM invente un système de rotule sur coussins d'air, pour minimiser les frottements, ce système est breveté. La tête du pendule se trouve actuellement à l'ENIM.
- Jean-Pierre Ballet et Marie-Christine Lallemand remportent le rallye de Lorraine sur une Porsche 911[4].
- Fermetures de la mine d'Amermont et de la mine de Joudreville à Bouligny [5].
- La commission Saar-Lor-Lux évolue vers une véritable région transfrontalière [6].
- Tournage à Nancy du film L'Amour braque de Andrzej Żuławski[7].
- Tournage à Bussang de Le Pantin immobile, téléfilm de Michel Guillet[8].

- 25 février : catastrophe au Puits Simon à Forbach : une explosion fait 22 morts, c'est la dernière catastrophe minière qu'a connue la France[9].
- 18 mars : Tim Wilkison remporte le tournoi de tennis de Lorraine.
- 1er juillet : création, à Nancy, du 4e régiment d’hélicoptères de combat et de manœuvre[10].
- Août 1985 : Sandrine Leidwanger est élue reine de la mirabelle[11].
- Septembre : une image du Christ apparaît sur la façade d'une maison à Sierck-les-Bains[12],[13].
- 12 novembre : annonce de la création du Pôle Européen de Développement[14], un des premiers exemples de coopération transfrontalière[6].

## Inscriptions ou classements aux titre des monuments historiques
- Prieuré de Froville[15]

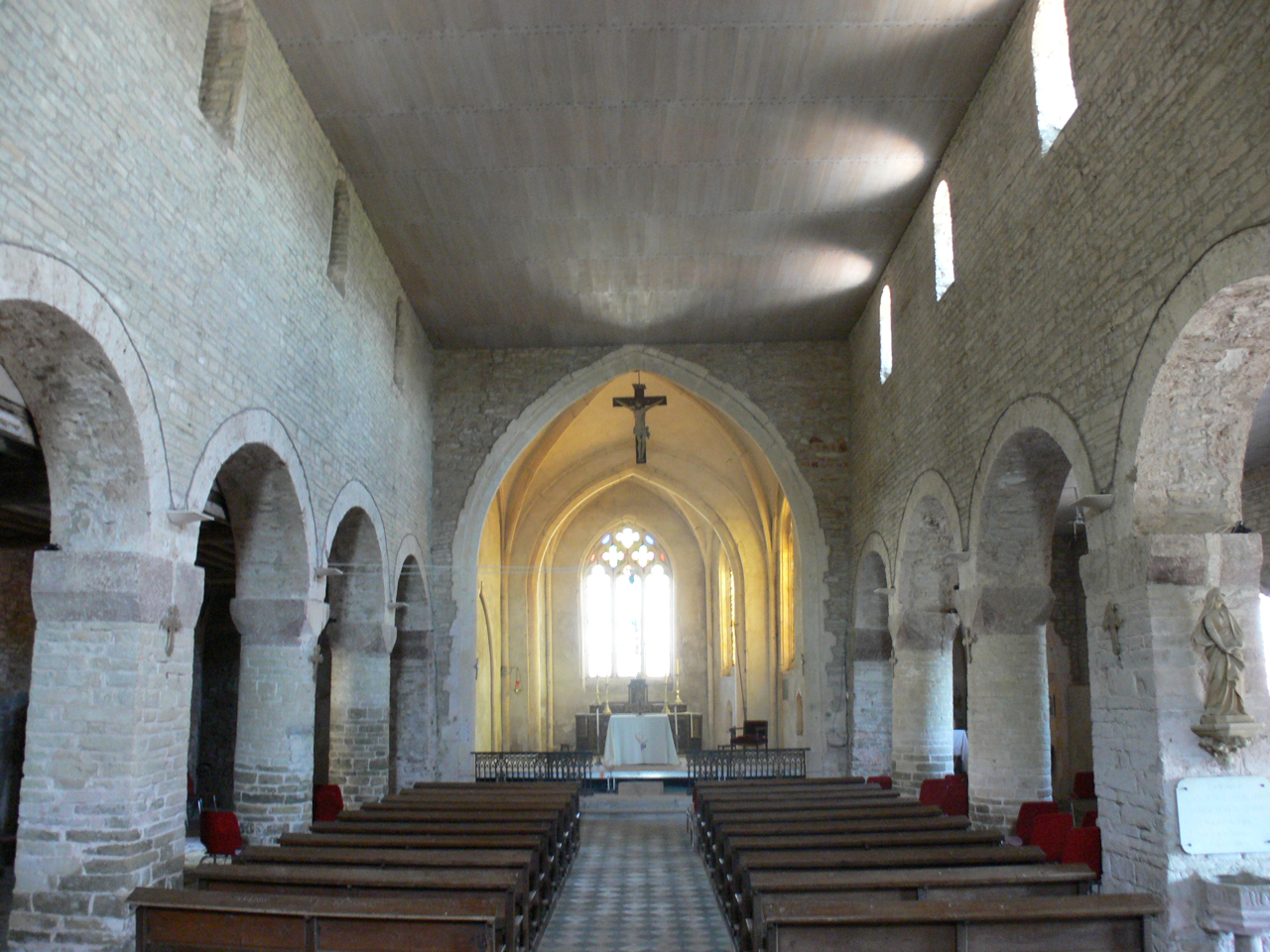
Prieuré de Froville, la nef.

- Chapelle des comtes de Créhange à Saint-Avold[16]

## Naissances

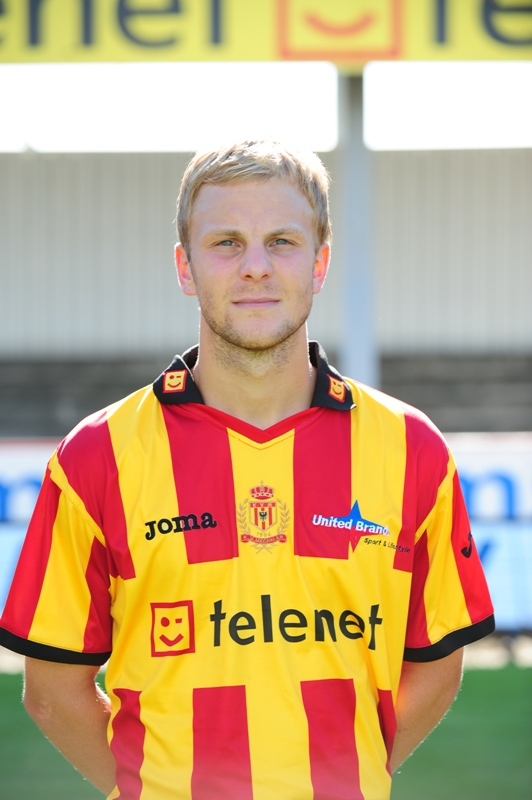
Julien Gorius

- Marion Poitevin, née en 1985, pionnière en France parmi différentes professions de la montagne, militaire puis instructrice. Elle est aussi secouriste et guide de haute montagne. Elle a été notamment la première femme admise au groupe militaire de haute montagne, la première femme au sein de l’équipe d’alpinisme d’élite de l’armée de terre, la première instructrice à l’École militaire de haute montagne et la première femme CRS montagne.
- Antoine Reinartz, acteur français né en 1985. En 2018, il a reçu le César du meilleur acteur dans un second rôle pour son interprétation dans le film 120 Battements par minute.
- 5 janvier à Forbach : Ludovic Guerriero, footballeur français évoluant au poste de milieu de terrain .
- 25 février à Remiremont : Marielle Grandemange[17], copilote française de rallye automobile, championne de France des copilotes 2012 et 2015 aux côtés du pilote Jean-Marie Cuoq.
- 5 mars à Nancy : Pierre Germann est un footballeur français.
- 17 mars à Metz : Julien Gorius[18], footballeur français
- 31 mars à Toul : Marie Frick est une joueuse française de volley-ball.
- 5 avril à Épinal : Vincent Glad, journaliste français. Il est chroniqueur de l'actualité du web pour divers médias depuis la fin des années 2000. Il est en 2019 au cœur d'une polémique à la suite d'un groupe Facebook qu'il a créé, la « Ligue du LOL » ; l'affaire est  classée sans suite en 2023.
- 8 avril :
  - à Laxou : Marie Marchand-Arvier, skieuse alpine française spécialiste des épreuves de vitesse (descente et super G), dont la carrière sportive internationale s'étend de 2002 à 2015
  - à Toul : Rachid Hamdani est un footballeur international marocain.
- 30 avril à Metz : Jonathan Lobert, marin français.
- 20 mai à Gérardmer : Maxime Laheurte, athlète français du combiné nordique, membre de l'équipe de France.
- 3 juin à Metz : Pierre Edmond Piasecki, tireur français. Il est spécialisé dans le tir à la carabine à 10 m.
- 4 juillet à Metz : Yann Stotz, comédien, humoriste, chanteur et metteur en scène français.
- 17 juillet à Remiremont : Laurane Picoche, athlète française, spécialiste des courses de fond et de demi-fond.
- 28 juillet à Metz : Hélène François, joueuse de handball française, évoluant au poste de demi-centre.
- 1er août à Épinal : Yann Perrin, joueur professionnel de squash représentant la France. Il atteint, en juin 2010, la 54e place mondiale sur le circuit international, son meilleur classement[19].
- 12 octobre à Bar-le-Duc : Alice Thourot, avocate et femme politique française.
- 7 novembre à Nancy : Lou Counil, joueuse française de water-polo.
- 26 novembre à Forbach : Sophie Huber, nageuse française spécialiste des 200, 400 et 800 mètres nage libre.
- 28 décembre à Épinal : Antoine Deltour, auditeur français. Il est un lanceur d'alerte, principalement connu comme la source des documents du scandale Luxembourg Leaks.

## Décès

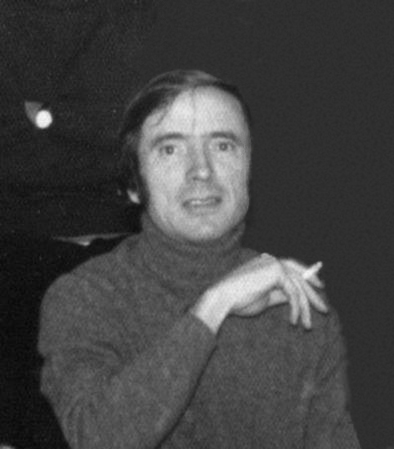
Jean L'hôte

- 19 février à Nancy : Henri Stéphane, né le 15 avril 1907 à Nancy, pseudonyme d' André Gircourt, prêtre catholique et professeur de mathématiques qui écrivait également sous le pseudonyme d'André Bertilleville.
- 28 avril à Nancy : Jean L'Hôte, né le 13 janvier 1929 à Mignéville, écrivain et cinéaste français.
- 18 juin : Paul Hubert Colin, né le 27 juin 1892 à Nancy, artiste peintre, dessinateur, costumier, scénographe et affichiste français, l'un des plus novateurs et influents de la première partie du XXe siècle.
- 17 septembre à Nancy : René Victor Nicolas Frecaut, né le 5 janvier 1928 à Liocourt[20],  universitaire et géographe français spécialiste d'hydrologie continentale.